# Nicholas Alkemade
Nicholas Stephen Alkemade (10 de diciembre de 1922-22 de junio de 1987) fue un sargento británico de la Royal Air Force durante la Segunda Guerra Mundial que sobrevivió a una caída de 5.500 metros sin paracaídas.[cita requerida]
La noche del 23 al 24 de marzo de 1944, Nick se encontraba sobrevolando la región del Ruhr como artillero de cola, tras haber completado la misión en la que el «S for Sugar», un bombardero Avro Lancaster, pilotado por James Newman, lanzó dos toneladas de bombas explosivas y tres toneladas de bombas incendiarias sobre Berlín. En la operación participaron trescientos bombarderos pertenecientes al 115.º Escuadrón de la Royal Air Force, que fue atacado en el vuelo de regreso por cazas Junkers Ju 88 de la Luftwaffe.
El artillero Alkemade logró hacer estallar el motor de un caza alemán, pero éste les había alcanzado, dejando el bombardero críticamente dañado.
El avión se precipitaba a tierra y su paracaídas estaba ardiendo, por lo que el joven sargento se dejó caer al vacío, quizás buscando una muerte menos dolorosa.
Durante el descenso se desvaneció y aterrizó sobre 46 centímetros de nieve, tras haber sido su caída amortiguada por las ramas de unos abetos. Al recuperar el conocimiento descubrió que sólo se había torcido el tobillo, aunque el frío lo mataría si permanecía allí. Por ello hizo sonar el silbato que llevaba consigo, con la intención de ser capturado por los alemanes. Éstos, en un primer momento creyeron que sufría un shock traumático; posteriormente, habiéndolo interrogado en el campo de prisioneros Dulag Luft, en Oberursel, cerca de Frankfurt, lo tomaron por un espía.
Hubiera sido fusilado de no ser por el joven teniente de la Luftwaffe Hans Feidal que, a bordo de un Kubelwagen, descubrió los restos de su avión. En ellos se encontraban los cuerpos del piloto y de los sargentos Edgar William John Warren, Charles Alfred Hilder y John Joseph McDonough, muertos la misma noche del derribo, los cuales están enterrados en el Cementerio de Guerra de Hannover.
Poco a poco, los soldados fueron comprobando como toda su narración se sostenía. Por ello le liberaron y entregaron, entre las páginas de una Biblia, un certificado de veracidad de su historia,[cita requerida] pues sabían que de lo contrario nadie le creería:

Dulag Luft. Las autoridades alemanas han investigado y comprobado que las declaraciones del sargento Alkemade, 1.431.537 de la RAF, son ciertas en todos sus aspectos, es decir que -habiendo ardido su paracaidas dentro del bombardero- realizó un descenso de 6 000 metros sin paracaídas y aterrizó, sin sufrir heridas, en la nieve, entre unos abetos. La historia fue corroborada y atestiguada por: el teniente de Aviación H.J. Moore, oficial superior británico; el sargento de Aviación R.R. Lamb, 1.339.582; el sargento de Aviación T.A. Jones, 411 suboficial superior británico. Fecha: 25 de abril de 1944.

El mismo Alkemade publicó un artículo titulado «Caí desde 6000 metros y estoy vivo» sobre los hechos en el número 215 del Tomo XXXVI de la revista Selecciones del Reader's Digest, edición México, de octubre de 1958. Incluye el escrito que da testimonio de los hechos firmado por oficiales de la RAF, fechado el 25 de abril de 1944.
Fue liberado en mayo de 1945. 
Murió el 22 de junio de 1987 por causas naturales.